# Beekhuizen
Beekhuizen ist eine ehemalige Plantage und einer von zwölf Ressorts im Distrikt Paramaribo in Suriname.
Nach der Volkszählung von 2012 hat Beekhuizen 17.185 Einwohner.

## Geschichte
Beekhuizen wurde bereits im 17. Jahrhundert, ursprünglich als Zuckerrohr-Plantage mit einem Areal von rund 2000 Acker (ca. 860 ha) am Fluss Suriname- und dem Domineekreek angelegt. 
Im Jahr 1843 erwarb die Herrnhuter Brüdergemeine (EBG) die Plantage. Die EBG war bereits seit 1735 in Suriname tätig. Sie richtete hier einen landwirtschaftlichen Betrieb mit Viehzucht zur Versorgung des Missionshaushaltes in Paramaribo ein. Darüber hinaus wurde hier 1851– also zwölf Jahre vor Abschaffung der Sklaverei in der niederländischen Kolonie Suriname eine kleine Schule zur Lehrerausbildung von Sklavenkindern für die von der EBG betreuten Plantagen eingerichtet.  

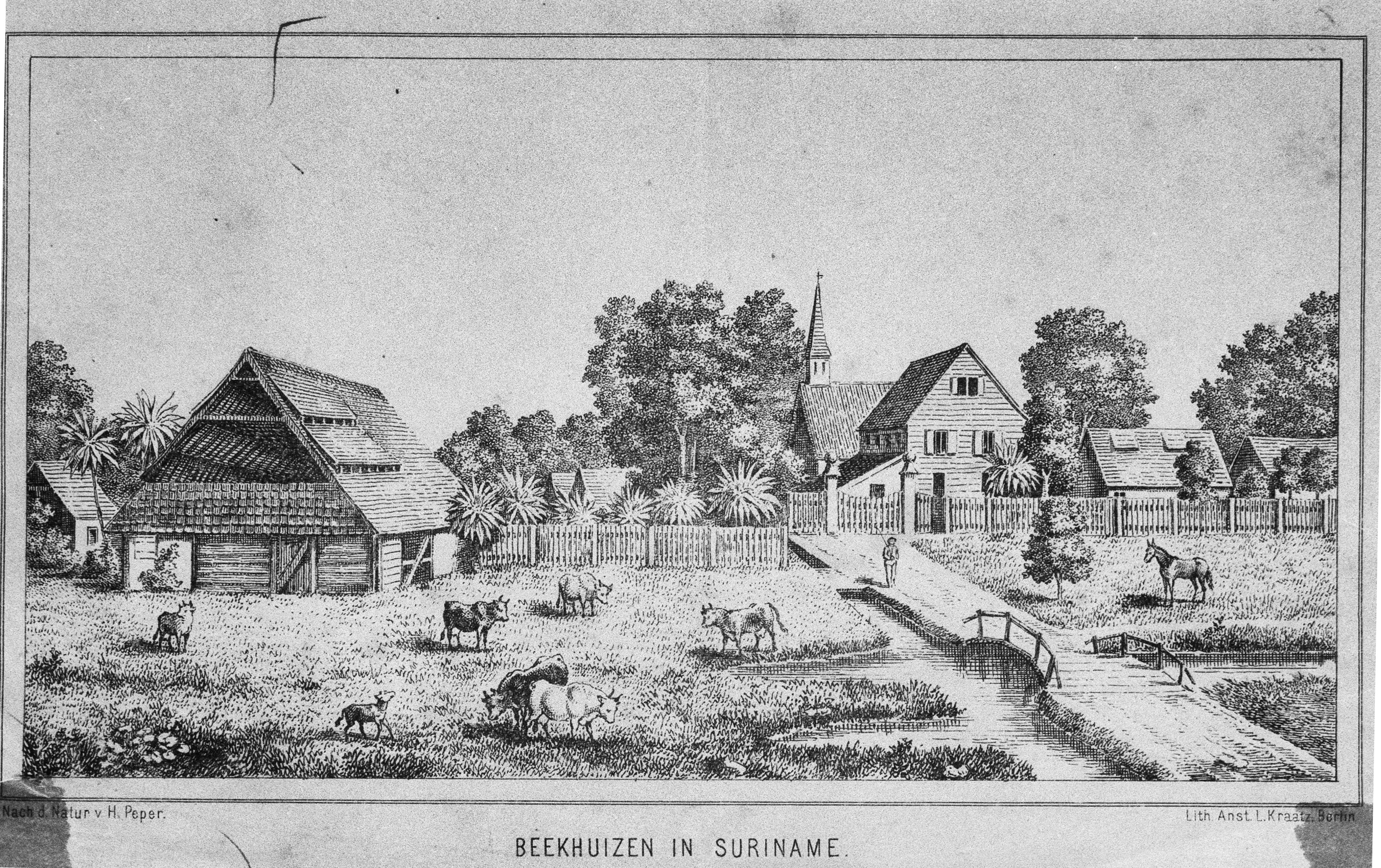
Lithografie der Plantage Beekhuizen

Die hier eingestellte Abbildung der Plantage Beekhuizen ist eine Lithografie von Leopold Kraatz in Berlin, nach einer Zeichnung des Missionars und Lehrers Heinrich Peper (1842–1918) der von 1874 bis 1883 für die EBG in Suriname tätig war.
Ende des 19., Anfang des 20. Jahrhunderts verkaufte die EBG große Teile der Plantagenfläche u. a. an die Kolonialverwaltung. 

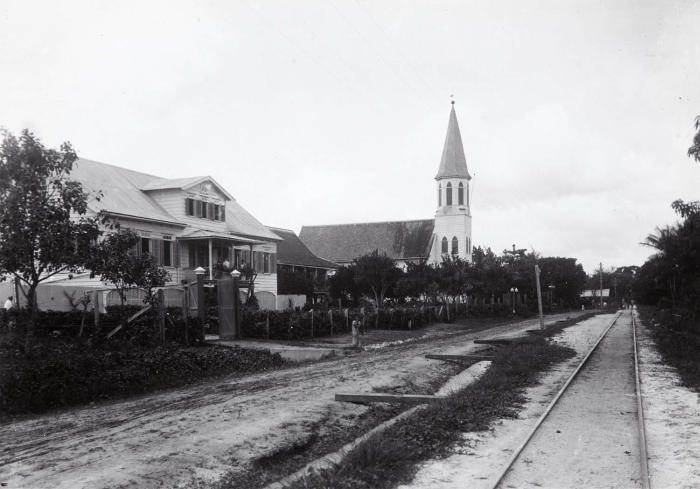
Kinderhaus Saron und Kirche der EBG in Beekhuizen

Ab 1903 wurde mit dem Bau der Lawabahn begonnen und spätestens in 1905 war auch Beekhuizen an das Schienennetz angebunden- siehe auch Foto vom 1910 gegründeten Kinderhaus mit Schule und Kirche der EBG. 
Mit diesen- und weiteren Infrastrukturmaßnahmen wandelte sich die ehemalige Plantage immer mehr zum Gewerbe- und Wohnbaugebiet im Süden von Paramaribo.